# Moaré

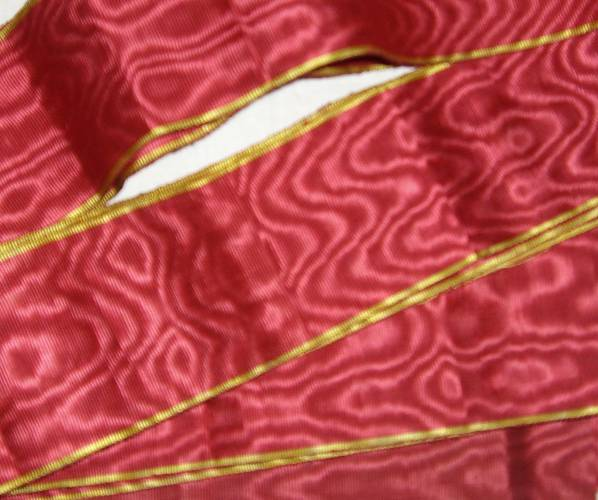
Band av moaré

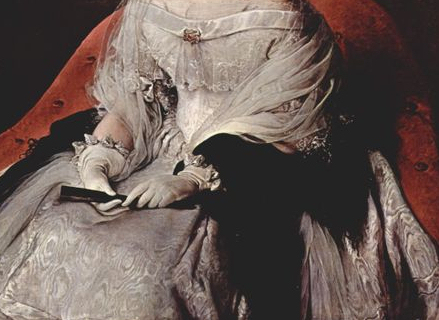
Dräkt av moaré, 1840-44.

Moaré, eller moiré (från franskan, samma uttal, arabiska mukhajjar, ett slags kamlott), är en väv med vattrad yta, vanligtvis av siden. Effekten kommer sig av att man pressar ytan med hetta på vissa ställen.  Tyg med samma mönster kan även tillverkas av ylle, bomull, eller rayon.  Liknande mönster kan också framställas genom särskilda vävningstekniker, till exempel genom att variera spänningen i trådarna medan man väver.
Moarétygets yta visar vågformiga eller flammiga, skimrande strimmor, vilkas glans växlar alltefter betraktarens ståndpunkt. Dessa mönster är inte invävda, utan anbragta efteråt. Till moaré (av tjockt siden, kamgarn, halvylle och så vidare) tas helst tyger, i vilka inslagsändarna är betydligt grövre än varpen. Den varaktigaste moarering åstadkommes på det sätt, att två fuktade tygstycken läggs med rätsidorna mot varandra och manglas hårt mellan heta valsar eller pressas mellan heta metallskivor. Eftersom det ena tygstyckets upphöjda inslagsändar i inget fall löper fullt parallellt med dem på det motliggande, korsa de dessa i många spetsiga vinklar. I de plattryckta skärningspunkterna uppkommer sålunda små speglar, och de ojämna raderna av dessa te sig som vattring. Enkla tygstycken vattras medelst valsar, på vilka den flammiga teckningen är ingraverad, eller också får det spända tyget före inträdet mellan valsarna stryka över en järnskenas vågformigt utsvängda kant. Moaréband tillverkas i stor skala av sidentaft. Genom olika spänning av tyget före manglingen erhålles olika sorter moaré, till exempel moiré antique, ett sidentyg, på vilket vattringen utbreder sig över stora ytor, och moiré français, där den framträder i glesare strimmor.